# Superleague Ellada (2016/2017)
Super League 2016/2017 była 81. edycją najwyższej klasy rozgrywkowej piłki nożnej w Grecji.
Brało w niej udział 16 drużyn, które w okresie od 10 września 2016 do 30 kwietnia 2017 rozegrały 30 kolejek meczów. Sezon zakończyły baraże o europejskie puchary.
Tytuł mistrzowski obronił Olympiakos SFP zdobywając siódmy tytuł z rzędu, a czterdziesty czwarty w swojej historii.

## Drużyny
| Uczestnicy poprzedniej edycji | Uczestnicy poprzedniej edycji | Uczestnicy poprzedniej edycji | Uczestnicy poprzedniej edycji |
| --- | ----------------------------- | ----------------------------- | ----------------------------- |
| OLY | Olympiakos SFP                | Pireus                        | 1                             |
| PAS | PAOK FC                       | Saloniki                      | 2                             |
| PAO | Panathinaikos AO              | Ateny                         | 3                             |
| AEK | AEK Ateny                     | Ateny                         | 4                             |
| PNN | Panionios GSS                 | Nea Smirni                    | 5                             |
| GIA | PAS Janina                    | Janina                        | 6                             |
| AST | Asteras Tripolis              | Tripoli                       | 7                             |
| ATR | PAE Atromitos                 | Ateny                         | 8                             |
| PLA | FC Platanias                  | Platanias                     | 9                             |
| LEV | APO Lewadiakos                | Liwadia                       | 10                            |
| PNT | Panetolikos                   | Agrinio                       | 11                            |
| IRA | PAE Iraklis 1908              | Saloniki                      | 12                            |
| XAN | Skoda Ksanti                  | Ksanti                        | 13                            |
| VER | PAE Weria                     | Weria                         | 14                            |
| Awans z Football League |                               |                               |                               |
| LAR | AE Larisa                     | Larisa                        | 1                             |
| KER | AO Kerkira                    | Korfu                         | 2                             |
| Oznaczenia: - kolumna pierwsza – skróty nazw drużyn, - kolumna trzecia – siedziba klubu, - kolumna czwarta – miejsce zajęte w poprzednim sezonie. |                               |                               |                               |

## Tabela
| Lp. | Drużyna          | M  | Z  | R  | P  | B+ | B- | +/– | Pkt | Kwalifikacja lub spadek                       |
| --- | ---------------- | -- | -- | -- | -- | -- | -- | --- | --- | --------------------------------------------- |
| 1   | Olympiakos (M)   | 30 | 21 | 4  | 5  | 57 | 16 | +41 | 67  | Liga Mistrzów UEFA • III runda kwalifikacyjna |
| 2   | PAOK (P)         | 30 | 20 | 4  | 6  | 52 | 19 | +33 | 61  | baraż o europejskie puchary                   |
| 3   | Panathinaikos    | 30 | 16 | 9  | 5  | 45 | 19 | +26 | 57  | baraż o europejskie puchary                   |
| 4   | AEK Ateny        | 30 | 14 | 11 | 5  | 54 | 23 | +31 | 53  | baraż o europejskie puchary                   |
| 5   | Panionios        | 30 | 15 | 7  | 8  | 35 | 23 | +12 | 52  | baraż o europejskie puchary                   |
| 6   | Xanthi           | 30 | 13 | 9  | 8  | 34 | 25 | +9  | 48  |                                               |
| 7   | Platanias        | 30 | 11 | 9  | 10 | 34 | 38 | −4  | 42  |                                               |
| 8   | Atromitos        | 30 | 11 | 6  | 13 | 29 | 38 | −9  | 39  |                                               |
| 9   | Janina           | 30 | 8  | 12 | 10 | 30 | 37 | −7  | 36  |                                               |
| 10  | Kerkyra          | 30 | 8  | 8  | 14 | 22 | 43 | −21 | 32  |                                               |
| 11  | Panetolikos      | 30 | 8  | 7  | 15 | 29 | 40 | −11 | 31  |                                               |
| 12  | Asteras Tripolis | 30 | 6  | 10 | 14 | 34 | 49 | −15 | 28  |                                               |
| 13  | AE Larisa        | 30 | 6  | 10 | 14 | 23 | 42 | −19 | 28  |                                               |
| 14  | Levadiakos       | 30 | 6  | 8  | 16 | 27 | 49 | −22 | 26  |                                               |
| 15  | Iraklis (S)      | 30 | 6  | 11 | 13 | 28 | 39 | −11 | 29  | spadek do Gamma Ethniki                       |
| 16  | Weria (S)        | 30 | 5  | 7  | 18 | 23 | 56 | −33 | 22  | spadek do Football League                     |

1. ↑  PAOK odjęto trzy punkty za niestawienie się na drugi mecz półfinałowy z Olympiakos w ubiegłorocznym Pucharze Grecji[1].
2. 1 2  Mecze bezpośrednie, punkty: Asteras Tripolis 4, AE Larisa 1.
3. ↑  Iraklis został zdegradowany do Football League z powodu problemów finansowych[2]. Klub zdecydował się nie grać w Football League w następnym sezonie i zamiast tego zagrać w Gamma Ethniki drużyną amatorską.

## Wyniki
| Gospodarz \ Gość | AEK | AEL | AST | ATR | IRA | KER | LEV | OLY | PAO | PNE | PGSS | PAOK | PAS | PLA | VER | XAN |
| ---------------- | --- | --- | --- | --- | --- | --- | --- | --- | --- | --- | ---- | ---- | --- | --- | --- | --- |
| AEK Ateny        |     | 3–0 | 2–0 | 2–2 | 0–0 | 5–0 | 4–0 | 1–0 | 2–3 | 0–0 | 0–0  | 3–0  | 1–1 | 3–0 | 6–0 | 4–1 |
| AE Larisa        | 1–2 |     | 1–4 | 1–2 | 2–2 | 1–1 | 2–1 | 1–0 | 0–0 | 1–0 | 2–0  | 0–2  | 1–1 | 0–0 | 2–1 | 1–0 |
| Asteras Tripolis | 3–2 | 1–1 |     | 0–1 | 2–2 | 1–2 | 1–0 | 0–0 | 0–5 | 4–1 | 1–1  | 1–2  | 1–1 | 2–0 | 0–0 | 0–0 |
| Atromitos        | 0–1 | 0–0 | 1–0 |     | 1–0 | 1–4 | 2–0 | 0–1 | 0–1 | 0–2 | 1–2  | 0–2  | 1–1 | 4–1 | 1–0 | 2–1 |
| Iraklis          | 2–2 | 1–1 | 1–1 | 1–2 |     | 0–0 | 1–0 | 1–2 | 1–1 | 2–1 | 1–2  | 1–1  | 2–1 | 1–1 | 1–1 | 0–1 |
| Kerkyra          | 1–1 | 2–0 | 2–0 | 1–1 | 0–3 |     | 1–0 | 0–2 | 1–1 | 0–0 | 1–0  | 0–5  | 0–1 | 0–1 | 2–0 | 1–0 |
| Levadiakos       | 0–2 | 1–1 | 1–1 | 1–1 | 3–0 | 2–1 |     | 1–1 | 0–3 | 2–1 | 1–4  | 0–1  | 2–1 | 1–2 | 3–1 | 1–1 |
| Olympiakos       | 3–0 | 2–0 | 2–1 | 2–0 | 3–0 | 0–0 | 4–0 |     | 3–0 | 3–1 | 0–1  | 2–1  | 5–0 | 2–1 | 6–1 | 2–0 |
| Panathinaikos    | 0–0 | 2–0 | 3–1 | 1–0 | 2–0 | 1–0 | 0–0 | 1–0 |     | 4–0 | 1–0  | 1–0  | 4–0 | 2–1 | 5–0 | 1–2 |
| Panetolikos      | 3–2 | 2–1 | 1–1 | 2–0 | 2–0 | 4–0 | 2–0 | 0–2 | 0–0 |     | 0–2  | 0–1  | 1–2 | 1–2 | 1–0 | 2–3 |
| Panionios        | 1–1 | 1–0 | 3–0 | 2–1 | 1–0 | 1–0 | 1–3 | 0–2 | 1–1 | 2–0 |      | 1–0  | 1–1 | 1–1 | 1–2 | 2–0 |
| PAOK             | 1–0 | 2–0 | 3–2 | 3–4 | 1–0 | 5–1 | 3–0 | 2–0 | 3–0 | 2–1 | 1–0  |      | 0–1 | 3–0 | 4–0 | 0–0 |
| Janina           | 1–1 | 4–0 | 1–2 | 3–0 | 1–2 | 1–0 | 0–0 | 0–2 | 1–1 | 0–0 | 1–0  | 0–1  |     | 0–0 | 2–0 | 1–1 |
| Platanias        | 0–2 | 3–2 | 3–0 | 3–0 | 1–0 | 2–1 | 3–2 | 2–2 | 1–0 | 0–0 | 1–1  | 1–3  | 3–3 |     | 1–0 | 0–1 |
| Weria            | 0–2 | 1–1 | 4–3 | 0–1 | 0–2 | 4–0 | 2–0 | 1–2 | 1–1 | 1–1 | 0–1  | 0–0  | 3–0 | 0–0 |     | 0–4 |
| Xanthi           | 0–0 | 1–0 | 3–1 | 0–0 | 3–1 | 0–0 | 2–2 | 0–2 | 1–0 | 3–0 | 0–2  | 0–0  | 2–0 | 1–0 | 3–0 |     |

## Baraż o Ligę Europy
Baraż o miejsca w rozgrywkach międzynarodowych odbył się w formie mini turnieju w systemie „każdy z każdym” (2 mecze z daną drużyną: u siebie i na wyjeździe). Jej uczestnicy otrzymali na starcie punkty bonusowe na podstawie swojego dorobku punktowego w sezonie zasadniczym. Każdemu zespołowi odjęto liczbę punktów zdobytych przez zespół, który zajął piąte miejsce, od własnej liczby punktów. Wynik został następnie podzielony przez pięć i zaokrąglony do najbliższej liczby całkowitej.
| Lp. | Drużyna       | M | Z | R | P | B+ | B- | +/– | BP | Pkt | Kwalifikacja                                  |  | AEK | PAO | PAOK | PGSS |
| --- | ------------- | - | - | - | - | -- | -- | --- | -- | --- | --------------------------------------------- |  | --- | --- | ---- | ---- |
| 2   | AEK Ateny     | 6 | 4 | 0 | 2 | 5  | 3  | +2  | 0  | 12  | Liga Mistrzów UEFA • III runda kwalifikacyjna |  |     | 1–0 | 1–0  | 0–1  |
| 3   | Panathinaikos | 6 | 3 | 1 | 2 | 6  | 7  | −1  | 1  | 8   | Liga Europy UEFA • III runda kwalifikacyjna   |  | 1–0 |     | 0–3  | 1–0  |
| 4   | PAOK          | 6 | 3 | 0 | 3 | 7  | 5  | +2  | 2  | 5   | Liga Europy UEFA • III runda kwalifikacyjna   |  | 0–1 | 2–3 |      | 1–0  |
| 5   | Panionios     | 6 | 1 | 1 | 4 | 3  | 6  | −3  | 0  | 4   | Liga Europy UEFA • II runda kwalifikacyjna    |  | 1–2 | 1–1 | 0–1  |      |

1. ↑  Panathinaikos odjęto trzy punkty za zachowanie kibiców w meczu 2. kolejki z PAOK[9].
2. ↑  Mecz 2. kolejki (17 maj) między Panathinaikos a PAOK, przerwany w 59 minucie przy wyniku 1-0 przez kibiców, został zweryfikowany jako walkower 3-0 dla PAOK[9].
3. ↑  PAOK odjęto 6 punktów za zachowanie kibiców w meczu finałowym Pucharu Grecji z AEK Ateny[10][11].

## Najlepsi strzelcy
| Bramki | Strzelcy         | Drużyna          |
| ------ | ---------------- | ---------------- |
| 22     | Marcus Berg      | Panathinaikos    |
| 19     | Hamza Younés     | Xanthi           |
| 13     | Pedro Conde      | Janina           |
| 13     | Brown Ideye      | Olympiakos       |
| 11     | Jorgos Jakumakis | Platanias        |
| 10     | Michalis Manias  | Asteras Tripolis |
| 9      | Thomas Nazlidis  | AE Larisa        |
| 9      | Ben Nabouhane    | Panionios        |
| 9      | Tomáš Pekhart    | AEK Ateny        |
| 8      | Giorgos Manousos | Platanias        |

Źródło: 

## Stadiony
| AEK Ateny          |
| ------------------ |
| Stadion Olimpijski |
| Pojemność: 69 618  |
|                    |

| AE Larisa         |
| ----------------- |
| AEL FC Arena      |
| Pojemność: 16 118 |
|                   |

| Asteras Tripolis                    |
| ----------------------------------- |
| Stadion im. Teodorosa Kolokotronisa |
| Pojemność: 7 442                    |
|                                     |

| Atromitos         |
| ----------------- |
| Stadion Peristeri |
| Pojemność: 10 050 |
|                   |

| Iraklis              |
| -------------------- |
| Stadion Kaftanzoglio |
| Pojemność: 27 000    |
|                      |

| Kerkyra          |
| ---------------- |
| Stadion Kerkira  |
| Pojemność: 3 000 |
|                  |

| Levadiakos       |
| ---------------- |
| Stadion Levadia  |
| Pojemność: 6 500 |
|                  |

| Olympiakos                        |
| --------------------------------- |
| Stadion im. Jeorjosa Karaiskakisa |
| Pojemność: 32 115                 |
|                                   |

| Panathinaikos                      |
| ---------------------------------- |
| Stadion im. Apostolosa Nikolaidisa |
| Pojemność: 16 003                  |
|                                    |

| Panetolikos         |
| ------------------- |
| Stadion Panetolikos |
| Pojemność: 7 000    |
|                     |

| Panionios          |
| ------------------ |
| Stadion Nea Smirni |
| Pojemność: 11 700  |
|                    |

| PAOK              |
| ----------------- |
| Stadion Tumba     |
| Pojemność: 28 703 |
|                   |

| Janina            |
| ----------------- |
| Stadion Zosimades |
| Pojemność: 7 652  |
|                   |

| Platanias                 |
| ------------------------- |
| Stadion Miejski Periwolia |
| Pojemność: 4 000          |
|                           |

| Weria                   |
| ----------------------- |
| Stadion Miejski w Werii |
| Pojemność: 6 500        |
|                         |

| Ksanti           |
| ---------------- |
| Xanthi FC Arena  |
| Pojemność: 7 244 |
|                  |

Źródło: 